# Aquascaping

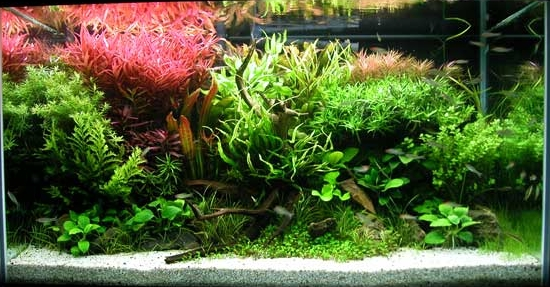
Aquarium aquascapé de 220 litres.

L’aquascaping (du latin aqua, « eau » et de l'anglais scape, « paysage », scaping, « création de paysage », l'aquascaping désignant littéralement la « création de paysage aquatique ») est une forme d'art dans l'aquariophilie qui consiste à organiser et moduler les différents éléments du décor d'un aquarium (le softscape, autrement dit les plantes aquatiques, et les matériaux dits hardscape : roches (Seiryu stone, Grey Mountain stone, Ohko stone...), sables et ou substrat, racines de bois (river wood, spider wood...) pour recréer un décor le plus esthétique, naturel et harmonieux possible, en réalisant des effets de perspective (point focal par les éléments de décor, profondeur rendue par des plantes de grande taille en arrière-plan, puis de petite taille type Cryptocoryne en avant-plan).
La personne qui pratique cet art en amateur ou en professionnel est un aquascapeur ou aquasculpteur. Il privilégie l'esthétisme du bac (plantes, roche sans algue...) alors que l'aquariophile accorde plus d'attention à celui des poissons.
À la différence des aquariums « normaux », les aquariums aquascapés (du nano-aquarium jusqu'aux plus grands bacs) nécessitent une plus grande quantité d’engrais liquide et de CO2 du fait du grand nombre de plantes aquatiques.

## Origine de l'aquascaping
L'aquascaping tel qu'on le connait aujourd'hui, a été mis en avant par Takashi Amano (1954 - 2015). Takashi Amano est le fondateur de la marque ADA, Aqua Design Amano qui propose du matériel spécialisé en aquascaping.
Grâce à ses nombreuses expéditions, Takashi Amano a pu découvrir la nature sous ses différents angles et son approche artistique lui vient de sa pratique de la photographie.
Il a donc intégré tous les codes artistiques que l'on applique en photographie, dans la création de ses décors aquatiques, pour finalement créer les « Aquariums naturels » ou Nature Aquarium en anglais.
Le terme Aquarium Naturel reprend à lui seul les fondements de l'aquascaping de T.Amano : recréer un décor naturel dans un aquarium.
Les origines japonaises de Takashi Amano l'amènent forcément vers la nature, on retrouve dans son art un profond respect de la nature tel que l'on peut le retrouver dans la culture japonaise au sens large. De ce fait, Takashi Amano met en avant cela dans ses créations avec : respect de la nature, création d'un décor respectant les règles de profondeurs et perspectives que l'on retrouve dans la nature.
L'aquascaping a ensuite été démocratisé hors du Japon grâce à la société ADA et également au concours qu'elle organise IAPLC (International Aquatics Plants Layout Contest).
L'aquascaping tel qu'imaginé par Takashi Amano, vise à créer un décor naturel dans un aquarium. Ainsi, si l'on vulgarise, tout aquariophile réfléchissant à l'emplacement de son décor pour recréer un bout de rivière pratique l'aquascaping. On a par la suite des codes qui sont propres à chaque style et chaque vision de l'aquascaping.

## Styles
Il existe différents styles d'aquascaping qui évoluent au fil de l'eau en fonction des inspirations des aquascapers et des différentes modes.

### Style hollandais
L'aquascaping hollandais (ou néerlandais), appelé aussi aquascaping historique, est une technique de grand bac planté popularisée dans les années 1930 aux Pays-Bas, avec la commercialisation des premiers équipements d’aquariophilie. Ce style structuré et artificiel privilégie la disposition organisée de massifs de plantes ordonnées en terrasses, misant sur différentes formes, textures et couleurs à l'instar des jardins de fleurs terrestres.

### Style japonais
Ce style minimaliste évoque les jardins japonais avec des compositions asymétriques ou symboliques. Il est particulièrement adapté aux aquariums de petites et très petites dimensions (nano-aquarium).

#### Style naturel
C'est le photographe-paysage japonais Takashi Amano qui est l'instigateur de ce style dans les années 1990, en s'inspirant des jardins japonais.

#### Style Iwagumi
Le style Iwagumi repose sur un arrangement de roches mis en valeur par une végétation rase et gazonnante.

### Style jungle
Ce style, popularisé par George Booth, privilégie plantes et racines avec un rendu bien plus sauvage, plus désordonné.

### Style allemand
L'aquarium allemand est un paludarium qui reconstitue une jungle marécageuse avec une partie immergée et une partie émergée.

### Aquarium biotope
Dans l'aquarium biotope, l'aquasculpteur sélectionne plantes, décors et faunes de manière à répliquer exactement un environnement naturel.[réf. nécessaire]

## Galerie

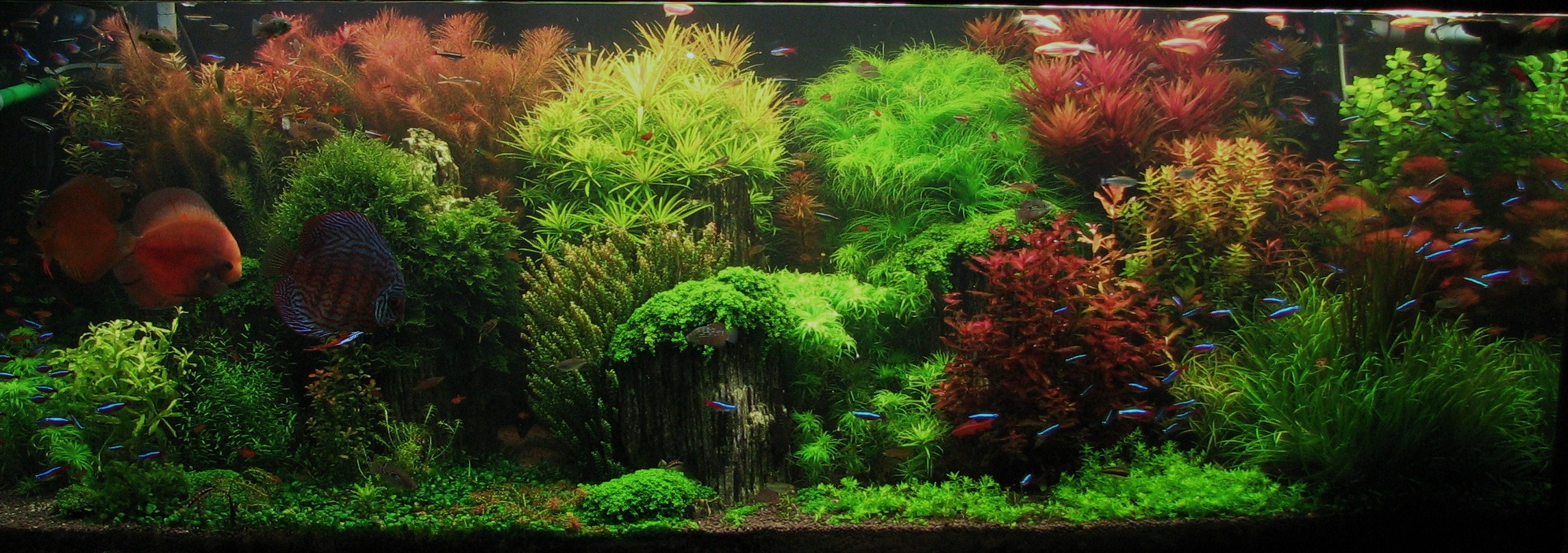
Style néerlandais
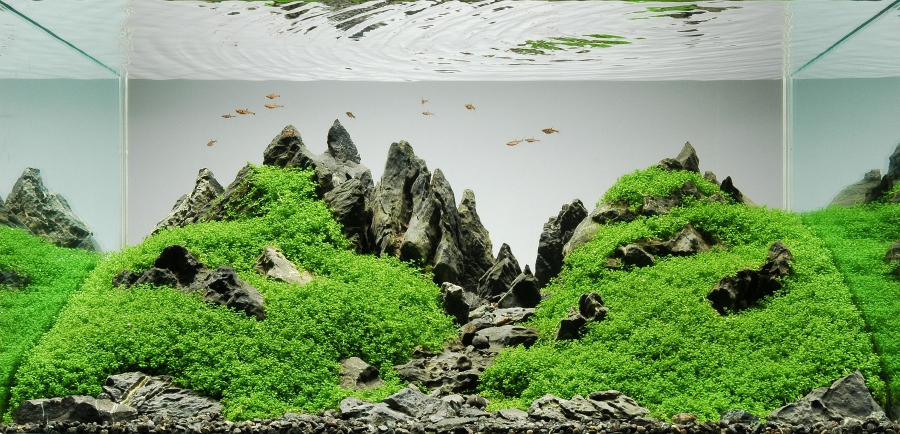
Style naturel
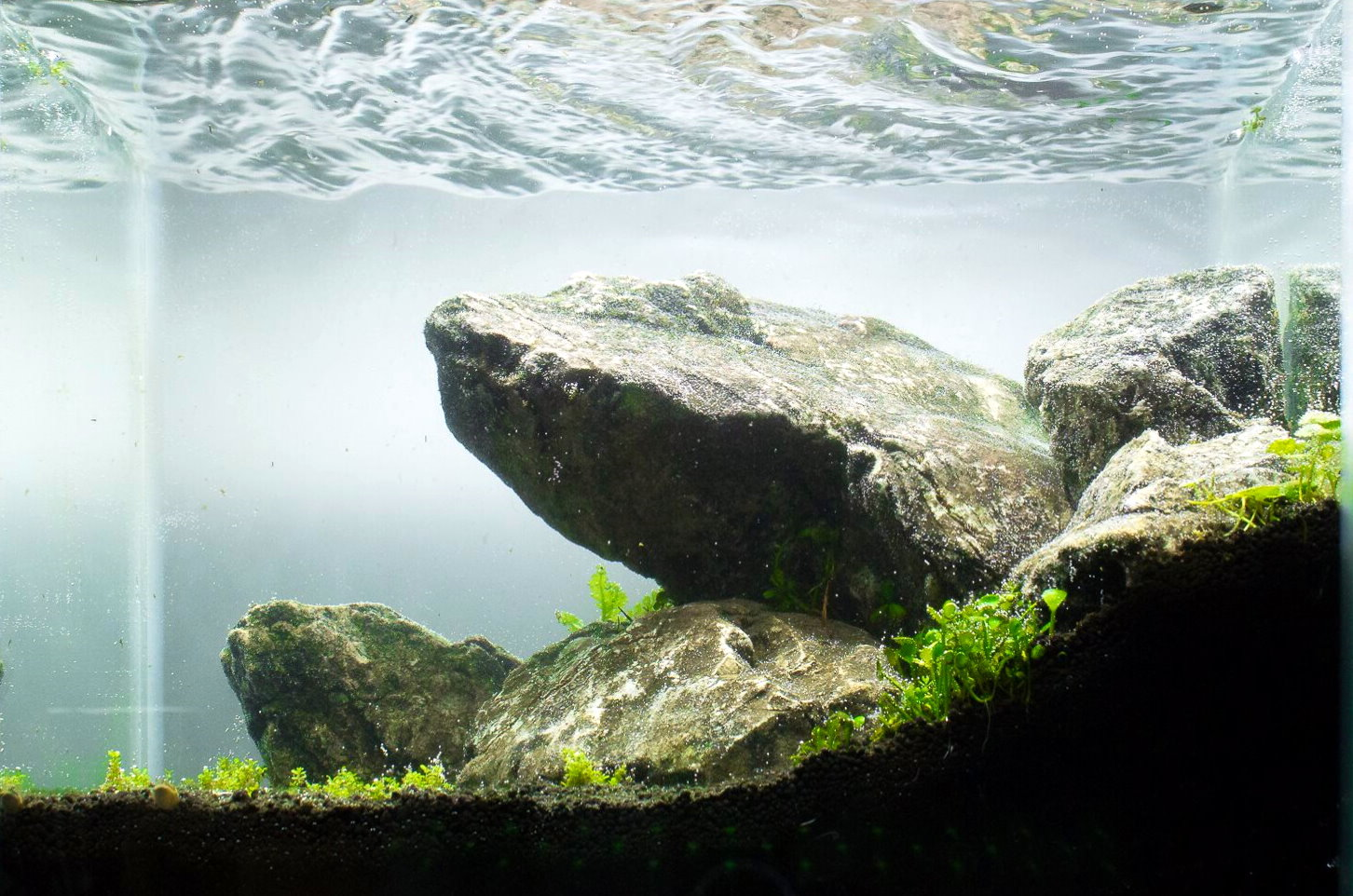
Style Iwagumi
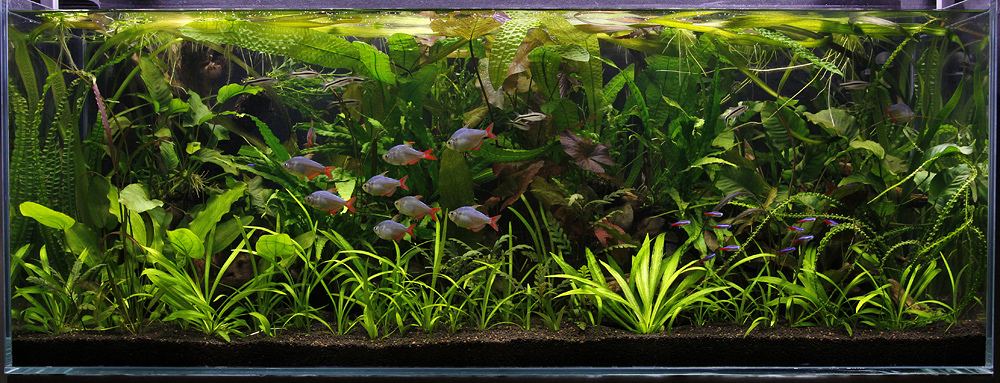
Style jungle
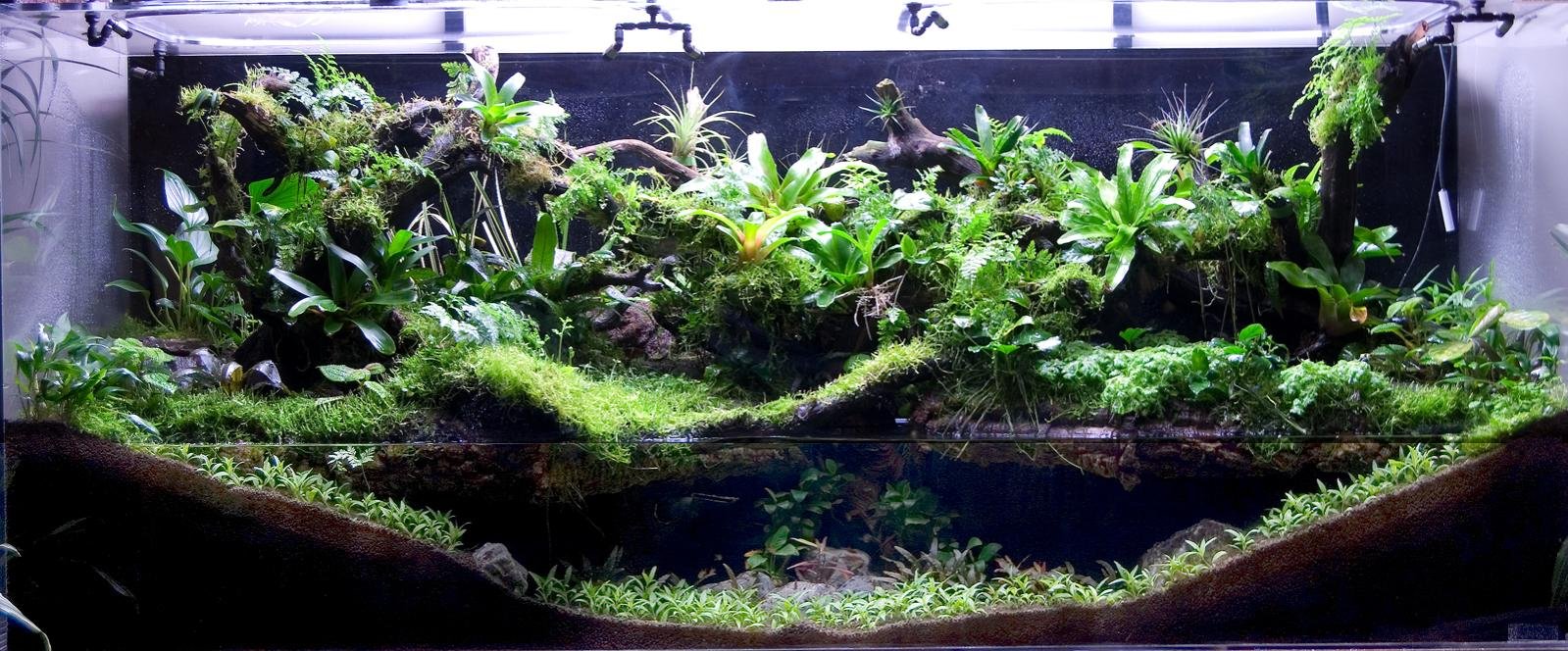
Style allemand
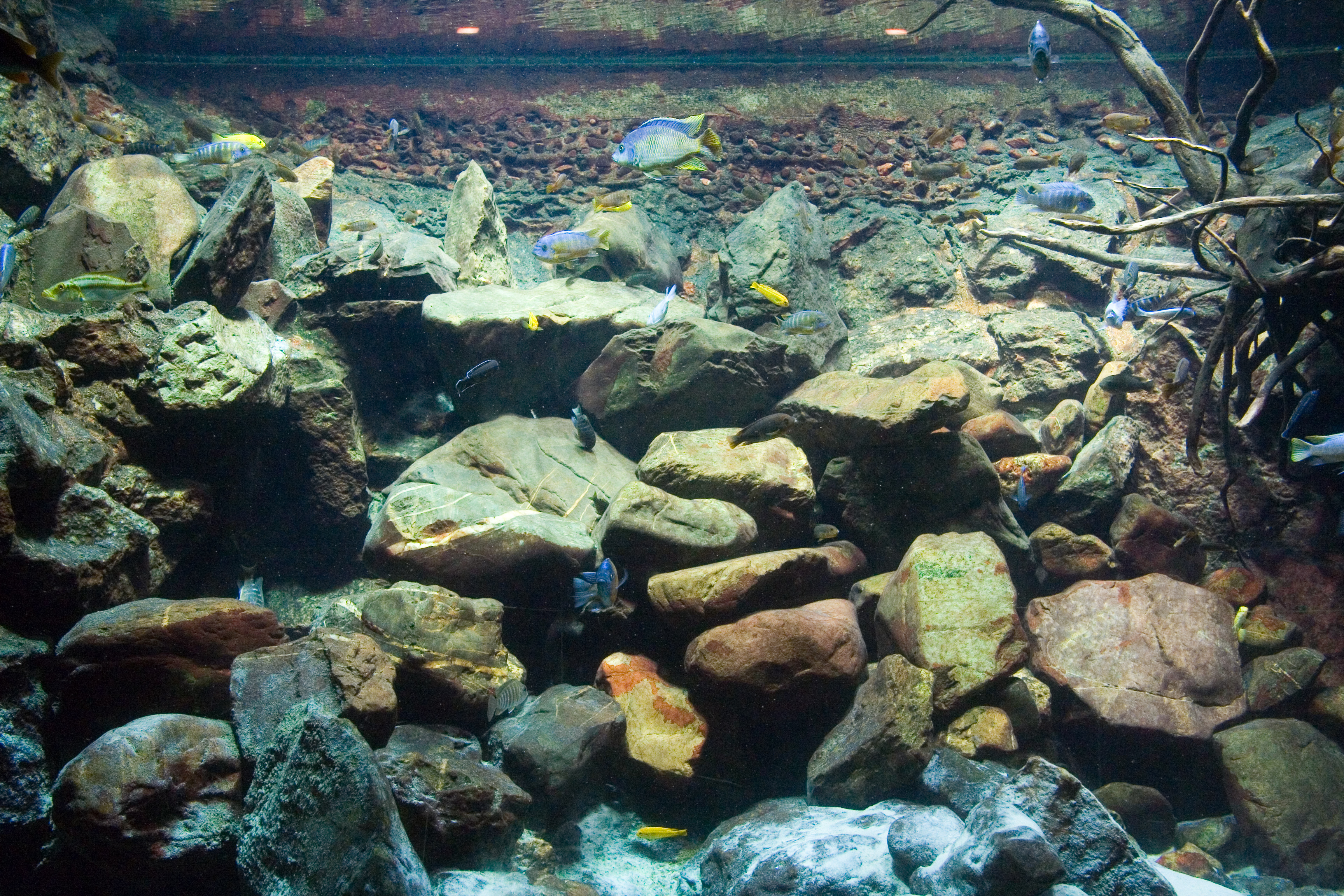
Aquarium reproduisant le biotope du lac Malawi

## Terminologie
L'aquascaping provient du Japon avec un parcours en Europe de l'Est jusqu'à l'Occident. On retrouve nombreux mots anglais lorsque l'on parle d'aquascaping.

### Le hardscape
Le hardscape constitue l'ensemble des éléments inertes utilisés pour créer les décors (layout) de l'aquarium. Les racines, les roches et le substrat font partie du hardscape.

### Le layout et les décors
En anglais le terme layout définit la mise en page. Ainsi, lorsque l'on parle de layout, il s'agit de la réflexion et mise en place du décor de son aquarium.

## Source
- (en) Cet article est partiellement ou en totalité issu de l’article de Wikipédia en anglais intitulé « Aquascaping » (voir la liste des auteurs).